# Manufacturing Commercial Vehicles
La Manufacturing Commercial Vehicles (MCV) è un'azienda egiziana che produce autobus e camion.

## Storia
La MCV nasce nel 1994, quando la Daimler AG acquista due stabilimenti industriali dal Ghabbour Group.

## Produzioni

### Autobus
- ECHOLINE E10/E20
- ECHOLINE E30
- ECHOLINE E40
- Evolution (in collaborazione con MAN) C100/C110/C120
- Evolution (in collaborazione con DENNIS) C101/C111/C121
- Evolution C123RLE (dal Volvo B7RLE)
- Evolution C124RLE (dal Mercedes-Benz OC500LE)
- Alfa
- Ego
- Stirling
- DD103 (dal Volvo B9TL)
- Mercedes-Benz-MCV 200 Safari (dal Mercedes-Benz Atego)
- Mercedes-Benz-MCV 240E
- Mercedes-Benz-MCV 260C/260R/260S/260T
- Mercedes-Benz-MCV 400E/400H/400R/400T
- Mercedes-Benz-MCV 500
- Mercedes-Benz-MCV 600
- Mercedes-Benz-MCV C120/C120 LE